# Peugeot e-Vivacity
Der Peugeot e-Vivacity ist ein von Peugeot konstruierter Elektromotorroller, welcher aus den Aktivitäten der Elektrorollersparte des Fahrzeugbauers heraus entwickelt wurde, einer Abteilung beim PSA-Konzern, die seit 1995 existiert. Laut Herstellerangabe ist das Modell seit dem Frühjahr 2011 auf dem Markt zu bekommen.
Dieses Modell wird von Peugeot nicht mehr angeboten.

## Technische Eigenschaften
Für den Vortrieb sorgt ein luftgekühlter Elektromotor, der maximal 4 kW kurzzeitige Spitzenleistung abgibt. Als Energiespeicher dienen zwei Lithium-Ionen-Traktionsbatterieeinheiten der Firma Saft mit einer Ladekapazität von zusammengenommen 2 kWh. Aufgeladen wird der Elektroroller (an einer gewöhnlichen 230 V Steckdose) über ein Spiral-Ladekabel, das unter der Sitzbank verstaut ist. Der Vorgang dauert um die vier bis fünf Stunden, wobei nach den ersten zwei bis drei Stunden bereits 80 Prozent der Ladekapazität erreicht werden. Die Lithium-Ionen-Traktionsbatterien vertragen mindestens 1 000 Ladezyklen. Sie sind für eine Funktionsdauer von 40 000 km ausgelegt. Ein Batterie-Management-System ist integriert. Das Display im Cockpit zeigt stets die Batteriekapazität oder den Akku-Ladezustand an. Das erste rote Segment zeigt einen kritischen Ladezustand an. Die orangefarbenen Segmente 2 und 3 geben einen Ladezustand unter 30 Prozent an. Die darüber liegenden Segmente befinden sich im grünen Bereich. Auch die verbleibende Reichweite in Kilometern ist ablesbar.

Display des e-VivaCity

Bei einer konstanten Höchstgeschwindigkeit von etwa 45 km/h, bei der der Motor etwa 3 kW Leistung erbringt, kann der Roller eine Reichweite von etwa 60 km erzielen. Im Energiesparmodus, bei dem die Geschwindigkeit des Rollers auf 25 km/h reduziert ist, steigert sich die Reichweite auf 120 km.
Die Betriebsart des E-Rollers kann mit einer Taste unterhalb des Cockpits ausgewählt werden. Drei Schalterstellungen stehen dafür als Optionen zur Verfügung: Normal, Engräumiges Manövrieren und Rückwärtsgang.